# Sveti Lovreč Labinski
Sveti Lovreč Labinski – wieś w Chorwacji, w żupanii istryjskiej, w gminie Raša. W 2011 roku liczyła 55 mieszkańców.